# Дворсков, Константин Петрович
Константин Петрович Дворсков (15 февраля 1914, Санкт-Петербург — 12 января 2001, Новосибирск) — советский работник промышленности, директор завода «Сибтекстильмаш» (1960—1976).

## Биография
Родился 15 февраля 1914 года в Санкт-Петербурге. Из семьи рабочих. С 1929 года — ученик школы ФЗУ, позднее — токарь, мастер, технолог, начальник технологического бюро подготовки производства цеха, заместитель начальника цеха и начальник технологического бюро цеха на Ленинградском заводе № 23 Наркомата авиапромышленности СССР.
Прошёл три курса в Промышленной академии (Ленинград). С 1941 года находился в эвакуации в Новосибирске вместе с предприятием. Работал на Новосибирском авиационном заводе имени Чкалова, где занимал должности начальника технологического бюро цеха, заместителя начальника, начальника цеха, заместителя начальника производства завода, секретаря парткома, начальника производства, заместителя директора предприятия.
Учился в Московском Всесоюзном заочном финансово-экономическом институте, который окончил в 1959 году.
В 1960—1976 годах руководил новосибирским предприятием «Сибтекстильмаш». В период его управления производительность этого завода увеличилась в семь раз; кроме того, были введены новые механические и механосборочные цеха, а также начался серийный выпуск бесчелночных ткацких станков.
Депутат Новосибирского городского и областного Советов.

## Награды
Ордена «Знак Почёта» (1945 и 1957), Ленина (1966), Трудового Красного Знамени (1971), Октябрьской Революции (1974). Также удостоен золотой медали ВДНХ (1964) и других медалей.